# Excerebració
L'excerebració és un antic procediment de momificació de l'Egipte per extreure el cervell dels cadàvers abans de l'embalsamament reial. L'escriptor grec Heròdot, un visitant freqüent d'Egipte, va escriure al segle V aC sobre el procés: "Un cop pactat un preu, els portadors se'n van, i els obrers, deixats sols al seu lloc, embalsamen el cos. Si ho fan d'una manera perfecta, primer treuen part del cervell per les fosses nasals amb un ganxo de ferro i injecten certes drogues a la resta del cos".
Un objecte de més de 6,8 polzades de llarg, probablement fet de plantes del grup Monocotyledon (incloent-hi la palma i el bambú), s'hauria utilitzat per liquar i extreure el cervell. L'instrument s'inseriria a través d'un forat perforat a l'os etmoide prop del nas mitjançant un cisell. Algunes parts del cervell s'embolicarien al voltant d'aquest pal i es treien, i les altres parts es liquarien. Per drenar el cervell i el líquid cerebral liquats restants, l'individu es posaria a l'abdomen o se li aixecava el cap.

## Evolució de l'excerebració
L'excerebració es pot rastrejar des de l'Antic Imperi d'Egipte fins a l'Egipte grecoromà. L'evidència d'excerebració consisteix principalment en perforacions de la base del crani. Durant l'Imperi Antic i Mitjà hi havia una baixa freqüència de perforacions del crani. Molts autors a oferir una entrada alternativa a través del foramen magnum. Un cop entrem al Nou Regne, és evident a través dels cranis passats que l'entrada principal era a través de la base del crani mitjançant una excerebració transnasal.
Al llarg dels mil·lennis, l'excerebració ha canviat. Als Regnes Antic i Mitjà una excerebració transetmoidal era la forma normal. Amb l'ajuda de la tecnologia moderna i la tomografia computada, cada cop han sorgit més evidències sobre on es va produir l'excerebració del crani. A través de moltes TC i molts cranis s'ha determinat que amb el temps l'abordatge transetmoidal es va desplaçar cap a un enfocament transesfenoïdal. A mesura que s'han recopilat més evidències, originàriament, l'excerebració es va fer mitjançant un enfocament transnasal, que es va traslladar cap a un enfocament transetmoidal, que finalment un enfocament transesfenoïdal. Tanmateix, també hi ha evidència d'una versió combinada transetmoidal-transfenoïdal de l'excerebració que es podria haver utilitzat en el Tercer Període Intermedi.

## Aspectes religiosos
Per extreure tots els òrgans del cos, els embalsamadors farien una incisió al costat esquerre de l'abdomen. De manera semblant a això, l'excerebració rarament es va veure a través de la fossa nasal dreta i gairebé exclusivament a través de la fossa nasal esquerra. Per comoditat i accessibilitat, hauria estat més pràctic fer incisions al costat occidental del cos o al costat dret, però, tot es feia al costat esquerre, la qual cosa significa que hi havia algun grau de simbolisme o religiós. La noció que el costat dret era honrat, mentre que l'esquerre era inferior, és una noció comuna a l'antic Egipte. No només això, sinó que la resurrecció també es va veure com un viatge d'oest a est. Per tant, es podria inferir que era més honorable i respectuós amb el difunt que l'excerebració i l'extirpació d'altres òrgans es fessin mitjançant talls fets al costat esquerre o oriental del cos.

## Comparacions modernes
Hi ha moltes cirurgies que adopten un enfocament molt similar al que feia l'excerebració en el passat. Concretament, ara la cirurgia endoscòpica de la base del crani es pot veure directament en excerebració amb el seu enfocament compartit per via transnasal.